# 匿名
匿名（とくめい、英語: anonymity）とは、自分の名前を隠すこと。
本名を伏せたペンネームなどの別名を使うこと。

## 概説
各人の匿名性を保証することにより、各人のプライバシーが保護できるという利点がある一方で、匿名である事に隠れ蓑にして悪事を行われかねないという欠点がある。
各人のプライバシーが保護されるという匿名性の利点を最大限に生かせる行為として、告発がある。
匿名性が保証された方法で権力者や企業の不正を暴露することで、告発者が不当な弾圧や差別を受けることなく不正を公にすることができる。
また、寄付を初めとした社会的善行も、匿名でおこなわれることがある。
自分が誰であるのかを隠して寄付をおこなうことで、売名のために寄付したのではないことを示すことができ、かつ周囲から余計な詮索を受けずに寄付をおこなうことができる。
一方で、匿名性は悪事を助長しかねない一面がある。自分が誰であるのかを特定されなければ、後で自分の言動に対する社会的責任を追及される危険がないので、匿名の陰に隠れて他人を誹謗中傷する、といった悪事をおこなう者が現れかねない。

## 匿名性のレベル
一口に「匿名」といっても、強い匿名性から弱い匿名性までさまざまなレベルがある。

### Unlinkability
任意のA,Bに対し、Aをおこなった人物とBをおこなった人物が同一人物であるかどうかを判定することはできないことをUnlinkability（直訳すれば「非連結性」）という。
各人にPseudonym（偽名、例えばペンネームやハンドルネーム）を割り振れば一応の匿名性を確保できるが、この場合にはUnlinkabilityは満たされない。Aをおこなった人物のPseudonymとBをおこなった人物のPseudonymが同じかどうかを調べることで、Aをおこなった人物とBをおこなった人物が同一人物であるか判定できるからである。
強い匿名性が要求される場合は、Unlinkableであることが望ましい。
「匿名」という言葉には細かくいえば2つの意味があり、Unlinkablityを満たさないと「匿名」といわない場合と、Unlinkablityを満たさなくても「匿名」という場合がある。
Unlinkablityを満たす場合の「匿名性」と区別するため、Unlinkablityを満たさない場合の「匿名性」をPseudonymity（直訳すれば「偽名性」）ということがある。

### Undeniability
Aを行ったのが自分でないという事を第三者に証明できるとき、deniable（直訳すれば「否認可能」）であるといい、そうでないときundeniable（直訳すれば「否認不能」）であるという。
今Aをおこなった可能性がある人物が100人いるとする。このうち、99人が自分はAをおこなっていないことを証明したならば、最後の一人がAをおこなったのだと結論づけることができてしまう。
強い匿名性が要求される場合には、undeniableであることが望ましい。

### Escrow Agent
しかし、完全に匿名性を保証してしまうと、匿名性を悪用する者が現れかねない。そこで、Escrow Agent（追跡者、開示者）と呼ばれる一部の権限者にのみ、誰が誰であるのかを特定する権限を与える場合がある。

## 暗号理論と匿名性
匿名性を保証し、しかも同時に匿名性を悪用されない方法をみつけることは、暗号研究における大きなテーマの一つである。
匿名性に関わる代表的な暗号プロトコルとして以下のものがある。

### 電子投票方式
電子投票方式では、投票者のプライバシーを保証するため、匿名性が要求される。
次の2つの要件が数学的に保証されるとき、電子投票方式は安全であるという。
- どの投票者が誰に投票したのかは誰にもわからない。
- 投票結果は正しく集計される。

### 電子入札方式
電子入札方式においても、入札者のプライバシーを保証するため、匿名性が要求される。
次の2つの要件が数学的に保証されるとき、電子入札方式は安全であるという。
- 落札者と入札者の入札金額だけが公知となる。その他の入札者がどの金額で入札したのかは誰にもわからない。
- 入札結果を偽ることはできない。

### 暗号
普通の公開鍵暗号の場合、送信者の匿名性は保証されるが受信者の匿名性は保証されない。
しかし、受信者の匿名性に考慮した暗号方式の研究もなされている。

### グループ署名方式
各ユーザは発行者という権限者と通信することでグループに加わることができる。グループのメンバーは署名文を作成できる。
この署名文は署名者がグループに属することを保証するが、署名文から署名者がどのメンバーであるのかを特定することはできない。ただし、追跡者という権限者のみは例外的に署名者を特定する権限が与えられている。
グループ署名方式ではUnlinkabilityとUndeniabilityが保証されている。
グループ署名方式では、追跡者に署名者を特定できる権限を与えることで、グループメンバーが匿名性を悪用することを抑止できているという利点がある。しかしグループ署名方式では、追跡者に対しては一切の匿名性が保てないので、追跡者は信頼できる人物でなければならない。グループ署名方式には、追跡者に対しては一切の匿名性が保てないという欠点がある。より匿名性を高めるため、署名者が指定回数以上の署名をおこなった場合にのみ、追跡者が署名者を特定できるグループ署名方式も存在する。

## 報道における匿名
報道においては、たとえば「情報発信源を明らかにしない」という約束で、記者が実力者・役職者らから談話をもらうことがある（詳細はオフレコを参照）。
事件・事故報道では、被害者となった人物の氏名が明かされることにより、暴力的・攻撃的な取材（メディア・スクラム）がおこなわれ、また、名が世間に広まることによって、従来の静謐な生存環境が破壊されるという現象が、広範に発生している。これらを、二次被害という。とくに、子供など何らの反論手段を持たない社会的弱者にとって、二次被害によって受ける心理的な傷は甚大なものである。二次被害を防止するため、捜査当局が報道側に対して被害者の個人情報を漏洩することを禁止すべきだ、という論議が近年、急速に高まっている。
加害者に目を移すと、被疑者・加害者少年の匿名報道が少年法61条で義務付けられている少年犯罪など一部を除けば、日本では実名報道がほとんどである。マスメディアの多くは、被疑者が警察などの公権力から人権侵害を受けるのを防ぐために、実名報道は必要だと主張している。
これらの主張に対しては、実名報道はプライバシーを侵害することがあり、被害者やその家族を苦しめるだけでなく、仮にそれが冤罪であることが分かった場合には、被疑者に取り返しのつかないダメージを与える・また刑に服した後の元犯罪者の更生の機会を奪っている、という批判がある。
逆に警察などの公権力に対しては、被疑者に対し匿名性を高くして報道する傾向がある。「＊県警の調べで分かった」、「＊日までに逮捕した」という言い回しが代表的であるが、これでは「県警」の「誰」からの情報なのか・いつ発生した事なのかは分からず、マスメディアが権力チェック機構となり得ていない、との批判がある。また、公権力からの情報操作に見舞われやすいとの指摘もある。新聞社は、警察から情報を得るために警察官個人が特定される表現を避ける傾向があり、ある新聞社が広報担当者である副署長を「副署長によると」との表記にしたところ、それでさえ「話さない」と言い出し、記述の変化でも警察の現場では拒否反応が強いという。
スウェーデンでは、事件報道において一般市民は原則匿名で、政治家・上級公務員・警察幹部・大企業経営者・労働組合幹部など社会的に大きな影響力のある「公人」が事件に関与したとされる場合に限って、実名で報道される。スウェーデン以外の国でも、たとえば、「＊＊警察の＊警部が話したところによると」と発表した者の実名・階級・役職を詳細に報道することが多い。
上智大学教授の田島泰彦は、基本的に、記事の正確性、信頼性、透明性の観点から、情報の出所の明示が最も大事な原則であり、とりわけ、公権力を行使する政治家や官僚が情報源である場合、明示は当然であり、取材源秘匿は、取材源の生命にかかわる・重大な不利益になるといった場合の例外とすべきであると主張している。

## 民主主義の基礎としての匿名
公務員の選挙において、投票することは、もっとも基礎的なレベルで、政治的意思の情報発信であるが、匿名で行うことになっている（秘密投票）。これは、投票者の投票結果を他者が確認できないようにすることで、候補者やその関係者による、脅迫・買収などをおこないにくくすることが目的である。選挙において、匿名が保証されない場合は、投票行動に対して軍事力・警察力を背景にして圧力をかけることが可能となることから、民主主義を標榜する独裁政治に陥ることがある。
日本においては、日本国憲法第15条4項で、選挙において投票は匿名であることが義務付けられている。さらに、投票者の無答責も明示している（同項後段）。

## ネットワークにおける匿名
インターネットが一般に普及する以前に盛んであったパソコン通信においては、通常、各個人に対して一つのIDが発行されていた。この環境では、IDをもちいずに書き込みなどの活動をすることは困難であった。また、通常書き込み者のIDも他者にわかるようになっていた。
そのような流れから、パソコン通信に参加していた者の間ではインターネット上でもハンドルのもとで自身の発言・行為に責任を負うのがネチケットとされることがあった。しかしながら、一般人の間にもインターネットの利用が普及するにつれ、パソコン通信の経験のない者が増え、日本では例えば巨大匿名掲示板・「2ちゃんねる」（後の「5ちゃんねる」）の台頭もあって、自身固有のハンドル名を使わずに活動する匿名行動が広く見られる。
基本的にインターネットで発言や行動をした場合、技術面で本格的に追及すれば接続しているユーザのIPアドレスなどはほぼ判明してしまうが、特定のサーバに対し多大な負担を掛けてダウンさせるなどといった極端な荒らし行為や、特定の人物への殺害予告などの犯罪をおこなう可能性を匂わせる発言、また自らの犯罪行為・体験について赤裸々に語るなどといった犯罪に関わるような発言をしない限りは、他のユーザから追及を受ける・正体をあばかれるという危険性は基本的に少ない。そのため一般的に、インターネットでは自分の正体を明かさぬままに発言や行動ができるものだと思われており、それがチャットや電子掲示板で他人への誹謗中傷を繰り返す者の発生を招くなどの犯罪の温床を作り出している、という意見もある。なお、犯罪予告に関しては2011年2月に、新宿駅前にて通り魔殺人を起こす、との匿名による殺害予告に対し、警察が翌日には犯人を特定して逮捕した事例など、匿名によるインターネット上での秘匿性は限られたものになってきている。
匿名での発言は「自身の行為に責任を負う意志のないこと」を表しているとして、匿名あるいは実質上匿名であるハンドル（「名無しさん」「通行人」「通りすがり」のたぐい、または「あああ」などその場限りの捨てハンドル）の使用を、明確に禁じるコミュニティもある。また、ソーシャル・ネットワーキング・サービスというかたちで、既存の参加者が信頼できる人物のみ新規の参加を認めるかたちで、責任ある発言を維持しようとするコミュニティも出現している。
また逆に、2ちゃんねるや4chanなどの掲示板群では「特別の理由が無い限りはユーザは匿名で書き込む事が基本」となっており、発言の内容に一貫性を持たせる必要が出てきた場合は、その発言者が（トリップなど、他者から識別できることが担保できる形での）ハンドルを名乗る例がある。

## 匿名の例
- ミスターX
- バケットヘッド卿
- アラン・スミシー - アメリカで名前を公表したくない映画監督が使用する全米監督協会によって使用許可が行われていた偽名
- アノニマス (集団)